# Novemail-Histor
La Novemail-Histor, nota in precedenza come Panasonic, era una squadra maschile francese di ciclismo su strada, attiva tra i professionisti dal 1984 al 1994.
Nata su iniziativa dell'olandese Peter Post, già direttore sportivo della disciolta TI-Raleigh, e basata nei Paesi Bassi, fu sponsorizzata per nove anni da Panasonic, mentre nelle ultime due stagioni fu nota come Novemail. Ottenne i principali successi soprattutto nelle classiche, con campioni come Eric Vanderaerden, Eric Van Lancker, Eddy Planckaert, Maurizio Fondriest e Olaf Ludwig (questi ultimi due capaci di vincere la Coppa del mondo in maglia Panasonic). Al Tour de France la squadra ottenne due vittorie nella classifica a punti della corsa, nel 1986 con Vanderaerden e nel 1990 con Olaf Ludwig, mentre al Giro d'Italia, nelle edizioni 1987 e 1988, salirono sul podio finale Erik Breukink e Robert Millar.

## Storia
La squadra venne fondata dall'ex ciclista olandese Peter Post grazie alla sponsorizzazione di Panasonic, marchio giapponese di elettronica di consumo. Post fino al 1983 era stato il team manager della TI-Raleigh, ma aveva poi sciolto il team a seguito di contrasti con il capitano Jan Raas, che di lì a poi si sarebbe ritirato dalle corse e sarebbe divenuto il manager della Kwantum Hallen-Yoko; i ciclisti della TI-Raleigh si erano quindi divisi tra le due nuove squadre: sette avevano seguito Post nella nuova Panasonic e sei Raas alla Kwantum Hallen.
Nelle nove stagioni come Panasonic la squadra vinse numerose classiche, fra cui i Giri delle Fiandre 1984 e 1985 con Johan Lammerts e Eric Vanderaerden, le Parigi-Roubaix 1987, 1989 e 1990 ad opera rispettivamente di Eric Vanderaerden, Jean-Marie Wampers e Eddy Planckaert, la Liegi-Bastogne-Liegi 1990 con Eric Van Lancker, le Gand-Wevelgem 1985 e 1987 con Eric Vanderaerden e Teun van Vliet, e le Amstel Gold Race 1989 e 1992 con Van Lancker e Olaf Ludwig. Nel 1991, inoltre, Fondriest e la Panasonic vinsero la classifica individuale e quella a squadre della Coppa del mondo; doppietta fu anche l'anno dopo, questa volta con Olaf Ludwig a primeggiare tra i singoli. Diversi altri importanti ciclisti, soprattutto olandesi ma non solo, militarono nella squadra: tra essi Gert-Jan Theunisse, Erik Breukink, Steven Rooks, Robert Millar, Phil Anderson, Jean-Paul van Poppel e Vjačeslav Ekimov, che portarono vittorie in diverse frazioni al Tour de France, al Giro d'Italia e alla Vuelta a España, oltre che in gare a tappe e classiche minori.
Nel 1993 a Panasonic subentrò un nuovo sponsor francese, Novemail, azienda di vernici, ma la squadra fu ridimensionata, con solo sette conferme dal vecchio team; arrivarono comunque numerosi ciclisti, soprattutto francesi, tra cui Charly Mottet e tre compagni dalla disciolta RMO. I successi non mancarono, specialmente con Wilfried Nelissen, vincitore dell'Omloop Het Volk e di una tappa al Tour de France; anche nel 1994 fu Nelissen il plurivincitore, con una dozzina di successi, fra cui quelli all'Omloop Het Volk e nel campionato nazionale belga.
Al termine del 1994 la squadra si sciolse e i ciclisti si sparpagliarono in diversi team; lo stesso Post abbandonò l'attività di direttore sportivo.

## Cronistoria

### Annuario
| Anno | Codice | Nome                                                              | Cat. | Biciclette  | Dirigenza                                                                    |
| ---- | ------ | ----------------------------------------------------------------- | ---- | ----------- | ---------------------------------------------------------------------------- |
| 1984 | -      | Panasonic                                                         | Pro  | Raleigh     | Dir. sportivi: Peter Post, Jules de Wever                                    |
| 1985 | -      | Panasonic                                                         | Pro  | Raleigh     | Dir. sportivi: Peter Post, Jules de Wever                                    |
| 1986 | -      | Panasonic                                                         | Pro  | Eddy Merckx | Dir. sportivi: Peter Post, Jules de Wever, Walter Planckaert                 |
| 1987 | -      | Panasonic (fino a metà giugno) Panasonic-Isostar (da metà giugno) | Pro  | Eddy Merckx | Dir. sportivi: Peter Post, Walter Planckaert                                 |
| 1988 | -      | Panasonic-Isostar                                                 | Pro  | Colnago     | Dir. sportivi: Peter Post, Walter Planckaert, Ferdi Van Den Haute            |
| 1989 | -      | Panasonic-Isostar                                                 | Pro  | Colnago     | Dir. sportivi: Peter Post, Walter Planckaert, Ferdi Van Den Haute            |
| 1990 | -      | Panasonic-Sportlife                                               | Pro  | Panasonic   | Dir. sportivi: Peter Post, Walter Planckaert, Ferdi Van Den Haute            |
| 1991 | -      | Panasonic-Sportlife                                               | Pro  | Panasonic   | Dir. sportivi: Peter Post, Walter Planckaert, Theo de Rooij                  |
| 1992 | -      | Panasonic-Sportlife                                               | Pro  | Panasonic   | Dir. sportivi: Peter Post, Walter Planckaert, Theo de Rooij                  |
| 1993 | NOV    | Novemail-Histor-Laser Computer                                    | Pro  | LOOK        | Dir. sportivi: Peter Post, Walter Planckaert, Theo de Rooij, Philippe Crépel |
| 1994 | NOV    | Novemail-Histor-Laser Computer                                    | Pro  | LOOK        | Dir. sportivi: Peter Post, Walter Planckaert, Theo de Rooij                  |

## Palmarès

### Grandi Giri
- Giro d'Italia

Partecipazioni: 5 (1986, 1987, 1988, 1989, 1990)
Vittorie di tappa: 7
1986: 2 (Johan van der Velde, Eric Van Lancker)
1987: 1 (Erik Breukink)
1988: 1 (Erik Breukink)
1989: 2 (2 Jean-Paul van Poppel)
1990: 1 (Allan Peiper)
Vittorie finali: 0
Altre classifiche: 1
1987: Scalatori (Robert Millar)
- Tour de France

Partecipazioni: 11 (1984, 1985, 1986, 1987, 1988, 1989, 1990, 1991, 1992, 1993, 1994)
Vittorie di tappa: 7
1984: 2 (2 Eric Vanderaerden)
1985: 3 (Johan Lammerts, 2 Eric Vanderaerden)
1986: 1 (Johan van der Velde)
1989: 1 (Erik Breukink)
1993: 1 (Wilfried Nelissen)
Vittorie finali: 0
Altre classifiche: 4
1986: Punti (Eric Vanderaerden)
1988: Giovani (Erik Breukink)
1990: Punti (Olaf Ludwig)
1992: Giovani (Eddy Bouwmans)
- Vuelta a España

Partecipazioni: 3 (1985, 1986, 1991)
Vittorie di tappa: 6
1985: 3 (Bert Oosterbosch, 2 Eddy Planckaert)
1986: 3 (Robert Millar, 2 Eddy Planckaert)
Vittorie finali: 0
Altre classifiche: 0

### Classiche monumento
- Giro delle Fiandre: 2

1984 (Johan Lammerts); 1985 (Eric Vanderaerden)
- Parigi-Roubaix: 3

1987 (Eric Vanderaerden); 1989 (Jean-Marie Wampers); 1990 (Eddy Planckaert)
- Liegi-Bastogne-Liegi: 1

1990 (Eric Van Lancker)

### Campionati nazionali
- Campionati belgi: 2

In linea: 1984 (Eric Vanderaerden); 1994 (Wilfried Nelissen)
- Campionati olandesi: 1

In linea: 1986 (Jos Lammertink)
- Campionati tedeschi orientali: 1

In linea: 1990 (Olaf Ludwig)